# Adblock Plus
Adblock Plus je rozšíření webových prohlížečů Mozilla Firefox, Google Chrome, Maxthon, Opera, Safari, Internet Explorer a Microsoft Edge. Dovoluje blokování obsahu webové stránky, jako například reklam. Do značné míry se tím snižuje velikost přenášených dat, což v důsledku zrychluje načítání stránky. Webová stránka se stává více přehlednou bez rušících prvků. Avšak někteří lidé, hlavně lidé, kteří si vydělávají přímo, nebo nepřímo z reklam, považují používání tohoto rozšíření za amorální, protože provoz stránek je většinou hrazen z výdělků ze zobrazovaných reklam.

## Adblock Plus
Adblock Plus je novější verze rozšíření. Obsahuje mnohá vylepšení, jako například statistiku úspěšnosti filtrů, nebo možnost používat vzdálenou sadu filtrů, umístěnou na veřejném serveru.